# بوتپالاد
بوتپالاد (به مجاری:  Botpalád) یک منطقهٔ مسکونی در مجارستان است که در سابولچ-ساتمار-برگ واقع شده‌است. بوتپالاد ۱۶٫۵ کیلومتر مربع مساحت و ۶۵۴ نفر جمعیت دارد.